# Tịnh Sơn
Tịnh Sơn là một xã thuộc huyện Sơn Tịnh, tỉnh Quảng Ngãi, Việt Nam.

## Địa lý
Xã Tịnh Sơn nằm ở trung tâm huyện Sơn Tịnh, cách thành phố Quảng Ngãi 12 km về phía tây bắc, cách khu dân cư 577 Sơn Tịnh 9 km về phía tây, có vị trí địa lý:
- Phía đông giáp thị trấn Tịnh Hà
- Phía tây giáp xã Tịnh Bắc và xã Tịnh Minh
- Phía nam giáp huyện Tư Nghĩa
- Phía bắc giáp xã Tịnh Bình.

Xã Tịnh Sơn có diện tích 14,36 km², dân số năm 2023 là 9.689 người, mật độ dân số đạt 674 người/km².
Sông Trà Khúc là ranh giới tự nhiên của xã Tịnh Sơn với các xã thuộc huyện Tư Nghĩa.

## Hành chính
Xã Tịnh Sơn được chia thành 5 thôn: An Thọ, Bình Thọ, Diên Niên, Phước Lộc Đông, Phước Lộc Tây.

## Lịch sử
Năm 1955, Chính quyền Việt Nam Cộng hòa về việc đổi huyện Sơn Tịnh thành quận Sơn Tịnh và đổi tên xã Tịnh Sơn thành xã Sơn Lộc.
Ngày 4 tháng 12 năm 2023, UBND tỉnh Quảng Ngãi ban hành Quyết định số 1799/QĐ-UBND về việc công nhận đô thị mới Sơn Tịnh (bao gồm toàn bộ xã Tịnh Hà và một phần của xã Tịnh Sơn) đạt tiêu chuẩn đô thị loại V.
Tính đến ngày 31 tháng 12 năm 2023, xã Tịnh Sơn có 14,72 km² diện tích tự nhiên, quy mô dân số là 10.336 người và 5 thôn: An Thọ, Bình Thọ, Diên Niên, Phước Lộc Đông, Phước Lộc Tây.
Ngày 14 tháng 11 năm 2024, Ủy ban Thường vụ Quốc hội ban hành Nghị quyết số 1279/NQ-UBTVQH15 về việc sắp xếp đơn vị hành chính cấp xã của tỉnh Quảng Ngãi giai đoạn 2023 – 2025 (nghị quyết có hiệu lực từ ngày 1 tháng 1 năm 2025). Theo đó, thành lập thị trấn Tịnh Hà thuộc huyện Sơn Tịnh – thị trấn huyện lỵ của huyện Sơn Tịnh trên cơ sở điều chỉnh 0,37 km² diện tích tự nhiên và quy mô dân số là 647 người của xã Tịnh Sơn.
Sau khi điều chỉnh, xã Tịnh Sơn có 14,36 km² diện tích tự nhiên và quy mô dân số là 9.689 người.

## Du lịch
- Di tích lịch sử Chiến thắng Ba Gia.
- Di tích vụ thảm Sát Diên Niên – Phước Bình.
- Di tích quốc gia về vụ thảm sát Vạn Lộc Đông.
- Bờ kè Tịnh Sơn.

## Giao thông
Xã có tuyến Quốc lộ 24B đi Cảng Sa Kỳ .
Đường và kè chống sạt lở Bắc Sơn Tịnh qua xã Tịnh Sơn và xã Tịnh Hà, dự án cầu Trà Khúc 3.
Tuyến đường liên xã: Phước Lộc – Chợ Đình.